# 근접어
근접어(近接語, 혹은 근린어(近隣語), vicinal)는 로골로지 용어로 한 낱말의 모든 글자들에 대해서 알파벳 순으로 서로 이웃하는 글자가 그 낱말에 포함되어 있는 경우를 가리킨다. 예를 들어서 어떤 낱말에 "O"가 들어 있다면 이와 이웃하는 알파벳 "N" 또는 "P"가 그 낱말에 들어 있어야 한다. 만약 이러한 조건을 모든 글자들이 만족하지 않을 때는 그 단어를 비근접어라고 한다.
참고로 한국어의 한글의 경우에는 홀소리 글자와 닿소리 글자가 독립적인 순서 체계를 가지고 홀소리와 홀소리의 조합이 제한적이거나 복모음을 하나의 글자로 보면 언제나 비인접 관계가 되므로 일반적으로 근접어란 개념을 생각하기가 어렵다.

## 영어에서의 예
간단한 근접어들의 예:
blacksmith, documents, done, fights, high, on, sport, this
가장 긴 근접어 일상 단어
unreconstructed (15자)
가장 긴 근접어 비일상 단어
reticuloendotheliums (20자)
가장 긴 근접어 문구
lord chamberlain of the households (30자)

간단한 비근접어들의 예:
as, in, intelligibility, lacqueying, mississippi, mortgage, the

근접어도 아니고 비근접어도 아닌 예:
about, almanac, dictionary, times, Wisconsin

## 같이 보기
- 로골로지
- 애너그램
- 회문
- 리포그램
- 아이서그램
- 팬그램
- 낱말 놀이